# São Sebastião da Giesteira e Nossa Senhora da Boa Fé
São Sebastião da Giesteira e Nossa Senhora da Boa Fé (llamada oficialmente União das Freguesias de São Sebastião da Giesteira e Nossa Senhora da Boa Fé) es una freguesia portuguesa del municipio de Évora, distrito de Évora.

## Historia
Fue creada el 28 de enero de 2013 en aplicación de una resolución de la Asamblea de la República de Portugal promulgada el 16 de enero de 2013 con la unión de las freguesias de Nossa Senhora da Boa Fé y São Sebastião da Giesteira, pasando su sede a estar situada en la antigua freguesia de São Sebastião da Giesteira.

## Demografía
| Gráfica de evolución demográfica de São Sebastião da Giesteira e Nossa Senhora da Boa Fé entre 2011 y 2021 |
| |
| Datos según el nomenclátor publicado por el INE portugués.                                                 |